# Pobrež
Pobrež – wieś w Słowenii, w gminie Oplotnica. W 2018 roku liczyła 152 mieszkańców.